# Outdoor

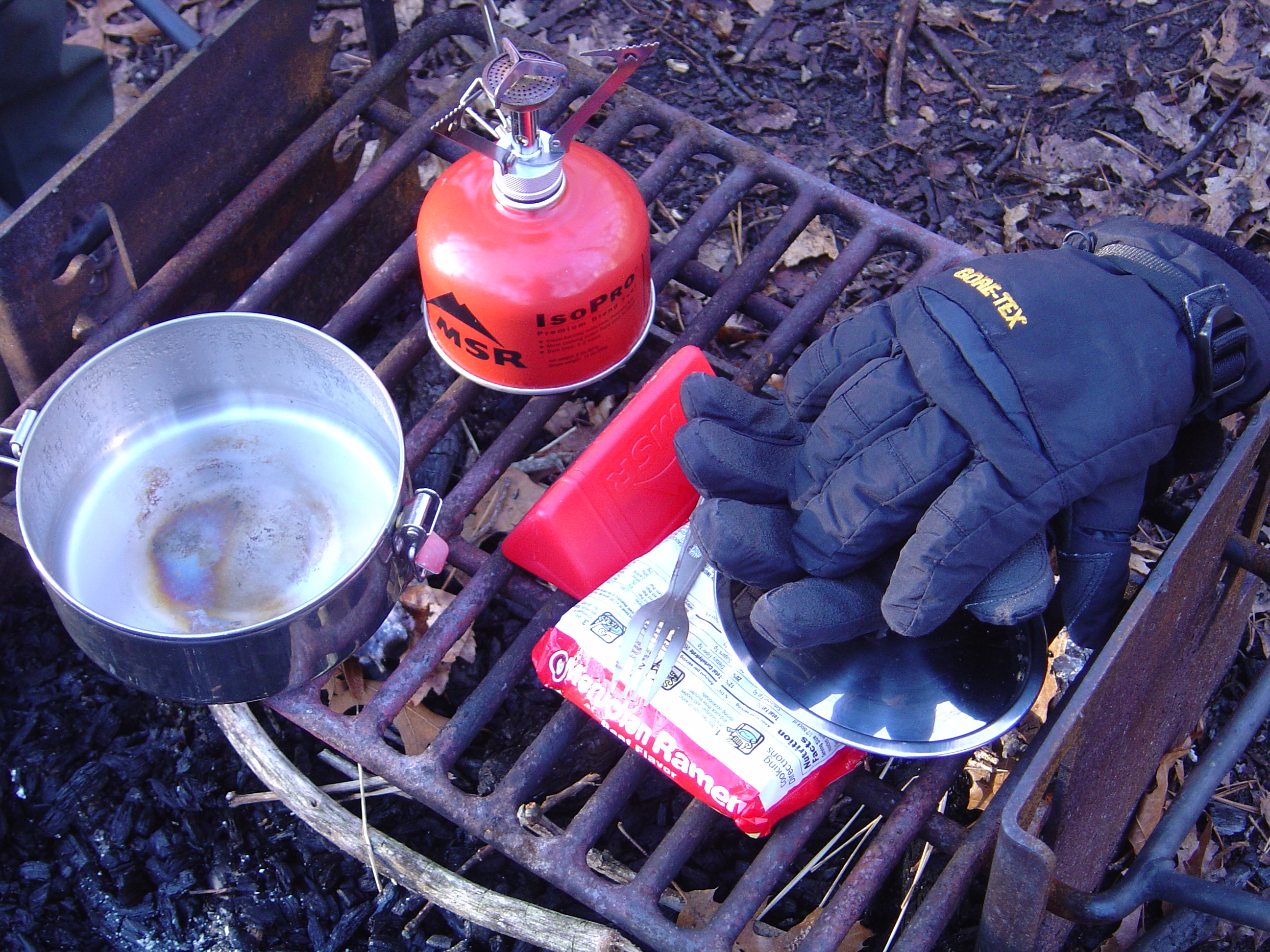
potřeby pro vaření v přírodě

Outdoor jsou veškeré aktivity, které probíhají mimo uzavřené prostory (z angl. out – mimo, za; door – dveře).
Dnes je tento termín všeobecně chápán jako označení oboru „pobyt v přírodě“, především jako způsob trávení volného času.

## Nejběžnější outdoorové aktivity
- Horolezectví
- Cyklistika
- Jízda na koni
- Pěší turistika
- Vodáctví
- Tábornictví
- Geocaching
- Paragliding
- Kanoistika

## Obchodní pojem
Označení outdoor se ujalo také jako obchodní označení – prodává se outdoroové oblečení, rozličné outdoorové vybavení, je pořádán i outdoorový veletrh. Asi nejpřesnější je tedy napsat, že outdoor je segment trhu. Outdoorové zákazníky nespojuje jen pobyt v přírodě, ale i nákupní zvyklosti, představy o vybavení, styl[zdroj?]. Pro některé z nich je dokonce styl důležitější, než původní účel daných výrobků. Dalo by se říct, že termín Outdoor byl využit jako označení (a obsah) módního trendu, kterým se prodejci oblečení a výrobků pro volný čas snaží zachytit zejména mladší segment zákazníků a zákazníky ze střední; vyšší střední a servisní třídy obyvatelstva, kteří jsou schopni kupovat drahé a módní zboží[zdroj?]. Typicky lze outdoorový styl vidět u vysokoškolských studentů, studenty tuto módu odpírajícími bývá označován otrockým překladem anglického významu "venkodveřismus". Módní trend vede k využívání výrobků určených často pro dálkovou, nebo vysokohorskou turistiku způsobem, pro který nejsou konstruovány (např. chození v expedičních botách po městě), a který může v důsledku vést k poškození uživatele.[zdroj?] Stejně tak ale dochází i k degeneraci kvality "značkového" vybavení, které se výrobci pokoušejí přizpůsobit reálnému využití (chození po městě) a masovému zájmu (akcentu na snížení ceny), což vedlo k poklesu kvality a degeneraci značky, případně typu zboží[zdroj?], a v konečném důsledku k opadu zájmu o tento druh "stylu". Tento proces popsal filozof a sociolog Georg Simmel v knize Peníze v moderní kultuře a jiné eseje a lze jej aplikovat na outdoor stejně, jako na libovolný jiný „styl“.
Technicky obdobné výrobky se prodávají i jako lovecké a rybářské potřeby, military a další.
Trochu širší význam má dnes turistika.